# Officina Edizioni
Officina Edizioni è una casa editrice italiana  fondata nel 1964 a Roma. 
La casa editrice si occupa principalmente di architettura, arte, teatro e linguistica.

## Storia
All’inizio del 1963 Paolo Portoghesi aveva contattato Quinti alle edizioni dell’Ateneo per proporgli  un suo libro su  Francesco Borromini: Quinti intuisce che il testo di Portoghesi gli fornisce l’occasione per avviare una casa editrice dedicata all’architettura.  Così nasce  Officina Edizioni e la sua prima collana  “Officina di architettura”.
Quinti aveva preso in prestito il nome della sua nuova casa editrice da una precedente iniziativa: quella della rivista “Officina”  fondata a Bologna nel 1955 da Roberto Roversi, Francesco  Leonetti e Pier Paolo Pasolini .
I primi libri di Officina Edizioni compaiono nel 1964 su iniziativa di Aldo Quinti che aveva già maturato una lunga esperienza alla direzione delle Edizioni dell’Ateneo di Roma.
Insieme all’ architettura, che sarà sempre il motivo portante, la casa editrice si dedica alla sociologia, etnologia, cinema.
Fra gli studiosi che hanno collaborato e pubblicato sono Manfredo Tafuri, Paolo Portoghesi, Carlo Aymonino, Maurizio Calvesi, Emilio Garroni, Franco Borsi, Filiberto Menna, Paolo Zermani e poi gli stranieri che hanno realizzato libri in coedizioni francesi e inglesi quali Christian Norberg-Schulz, Richard Hoggart e tanti altri.